# ألبوم ريمكس

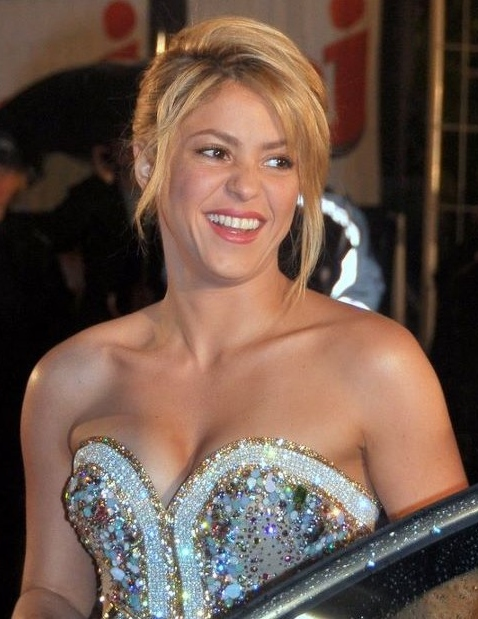

ألبوم الريمكس هو في الغالب ألبوم يتضمن أغاني مصدرة أعيد تسجيلها وتعديلها من قبل الفنان أو شركة التسجيلات